# Kinzō Shin
Kinzō Shin (信欣三, Shin Kinzō), né le 9 juillet 1910 à Tokyo et mort le 26 décembre 1988, est un acteur japonais.

## Biographie
Kinzō Shin a tourné dans plus de 80 films entre 1939 et 1985.

## Filmographie
La filmographie de Kinzō Shin est établie à partir de la base de données JMDb
- 1939 : Kūsō buraku (空想部落?) de Yasuki Chiba
- 1946 : La Fille de l'usine de briques (煉瓦女工, Renga jokō?) de Yasuki Chiba
- 1949 : La Femme de l'enfer (地獄の貴婦人, Jigoku no kifujin?) de Motoyoshi Oda : Kano

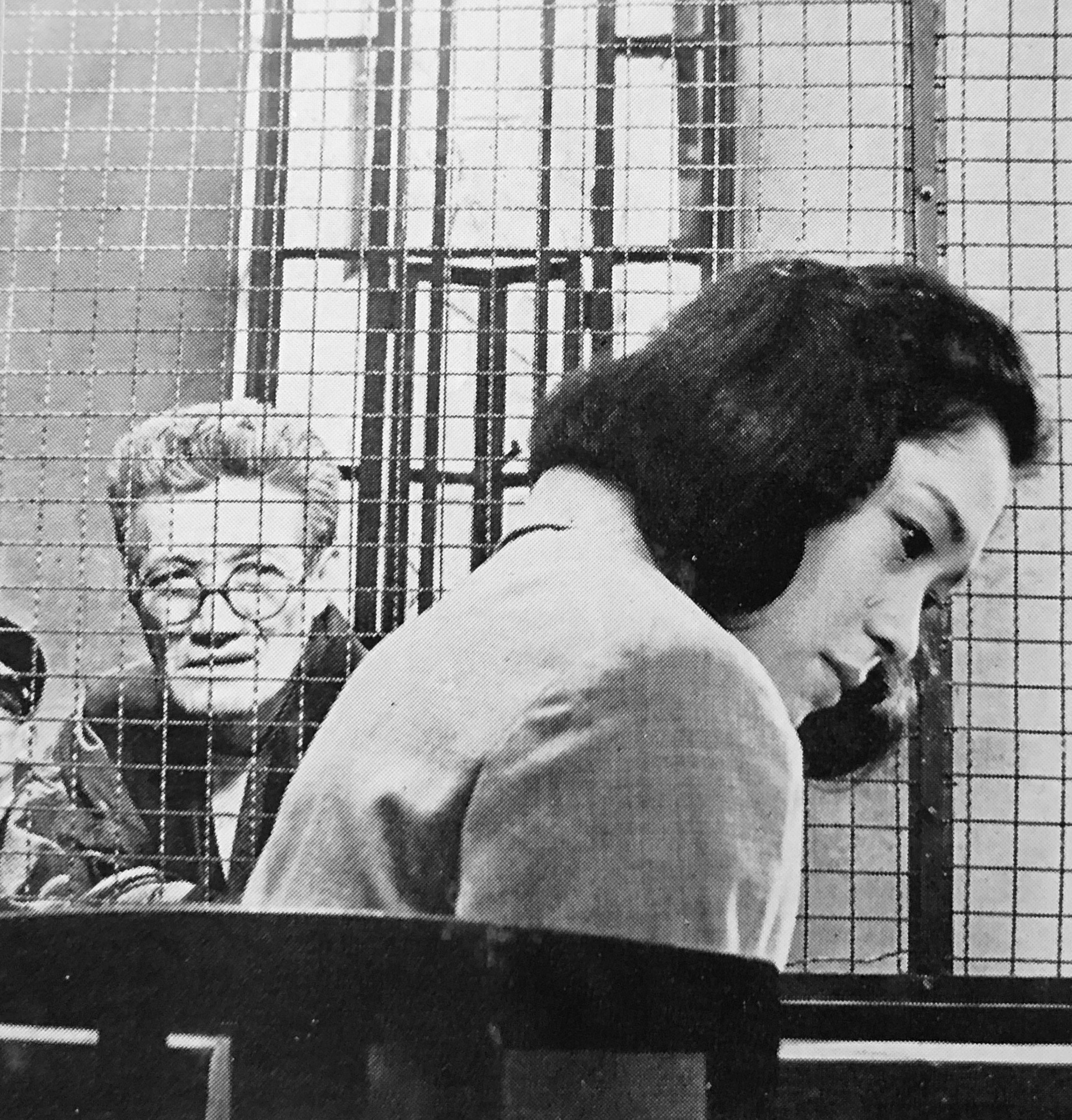
Kinzō Shin et Keiko Yanagawa dans La Longue Mort (1964).

- 1949 : Les Cygnes ne sont pas tristes, n'est-ce pas ? (白鳥は悲しからずや, Hakuchō wa kanashi karazuya?) de Shirō Toyoda
- 1950 : Écoutez les grondements de l'océan (日本戦歿学生の手記 きけ、わだつみの声, Nihon senbotsu gakusei shuki kike wadatsumi no koe?) de Hideo Sekigawa
- 1951 : Junpaku no yoru (純白の夜?) de Hideo Ōba
- 1951 : Yatsuhakamura (八ツ墓村?) de Sadatsugu Matsuda
- 1952 : Futatsu no hana (二つの花?) de Hideo Ōba
- 1953 : La Tour des lys (ひめゆりの塔, Himeyuri no tō?) de Tadashi Imai : le professeur Taira
- 1953 : Idaten kisha (韋駄天記者?) de Shigeo Tanaka
- 1953 : Higeki no shōgun: Yamashita Tomoyuki (悲劇の将軍 山下奉文?) de Kiyoshi Saeki
- 1953 : Kurohyō (黒豹?) de Shigeo Tanaka
- 1953 : Bōryoku shigai (暴力市街?) de Nobuo Adachi
- 1953 : Hiroshima (ひろしま?) de Hideo Sekigawa : Yonehara
- 1953 : Waseda daigaku (早稲田大学?) de Kiyoshi Saeki
- 1954 : Jusqu'au bout du jour (日の果て, Hi no hate?) de Satsuo Yamamoto
- 1954 : Une femme (或る女, Aru onna?) de Shirō Toyoda
- 1954 : Le Démon doré (金色夜叉, Konjiki yasha?) de Kōji Shima
- 1954 : Le Cap Ashizuri (足摺岬, Ashizuri misaki?) de Kōzaburō Yoshimura
- 1954 : Kuroi ushio (黒い潮?) de Sō Yamamura
- 1954 : Karatachi no hana (からたちの花?) de Kiyoshi Saeki
- 1954 : Le Milliardaire (億万長者, Okuman chōja?) de Kon Ichikawa
- 1954 : Haha Chigusa (母千草?) de Shigeyoshi Suzuki
- 1955 : Bō-chan kisha (坊ちゃん記者?) de Haruyasu Noguchi
- 1955 : Ofukuro (おふくろ?) de Seiji Hisamatsu
- 1955 : L'Impératrice Yang Kwei-Fei (楊貴妃, Yōkihi?) de Kenji Mizoguchi : un serviteur
- 1955 : Shōnen shikeishū (少年死刑囚?) de Ren Yoshimura
- 1955 : Les Loups (狼, Okami?) de Kaneto Shindō
- 1955 : Le Christ en bronze (青銅の基督, Seidō no Kirisuto?) de Minoru Shibuya
- 1956 : Gyakukōsen (逆光線?) de Takumi Furukawa
- 1956 : Aya ni ai shiki (あやに愛しき?) de Jūkichi Uno
- 1956 : La Pièce aux murs épais (壁あつき部屋, Kabe atsuki heya?) de Masaki Kobayashi
- 1956 : Okinawa no tami (沖縄の民?) de Takumi Furukawa
- 1956 : Une actrice (女優, Joyu?) de Kaneto Shindō
- 1957 : Crépuscule à Tokyo (東京暮色, Tōkyō boshoku?) de Yasujirō Ozu : Yasuo Numata
- 1957 : Akuma no kao (悪魔の顔?) de Tsuruo Iwama (ja)
- 1957 : Carnets secrets du détroit de Naruto (鳴門秘帖, Naruto hichō?) de Teinosuke Kinugasa
- 1957 : Jeune fille sous le ciel bleu (青空娘, Aozora Musume?) de Yasuzō Masumura : Eiichi Ono
- 1957 : La Vertu chancelante (美徳のよろめき, Bitoku no yoromeki?) de Kō Nakahira
- 1957 : Le Quartier des fous (気違い部落, Kichigai buraku?) de Minoru Shibuya
- 1958 : La Vengeance des loyaux serviteurs (忠臣蔵, Chūshingura?) de Kunio Watanabe : Kurobei Ōno
- 1958 : Les Géants et les Jouets (巨人と玩具, Kyojin to gangu?) de Yasuzō Masumura : Kōhei Yashiro
- 1958 : Le Pavillon d'or (炎上, Enjō?) de Kon Ichikawa
- 1958 : Le Héron blanc (白鷺, Shirasagi?) de Teinosuke Kinugasa
- 1959 : Fudōtoku kyōiku kōza (不道徳教育講座?) de Katsumi Nishikawa
- 1959 : Sasameyuki (細雪?) de Kōji Shima
- 1959 : Inoru hito (祈るひと?) d'Eisuke Takizawa
- 1959 : Kōshu dai no shita (絞首台の下?) de Katsumi Nishikawa
- 1959 : Le Mur du silence (その壁を砕け, Sono kabe o kudake?) de Kō Nakahira
- 1959 : Wakai keisha (若い傾斜?) de Katsumi Nishikawa
- 1959 : Kaze no aru michi (風のある道?) de Katsumi Nishikawa
- 1960 : La Chanson de la lanterne (歌行燈, Uta andon?) de Teinosuke Kinugasa
- 1960 : Ashita hareru ka (あした晴れるか?) de Kō Nakahira
- 1960 : Garasu no naka no shōjo (ガラスの中の少女?) de Mitsuo Wakasugi (ja)
- 1961 : Keisatsu nikki: Butabako wa man'in (警察日記 ブタ箱は満員?) de Mitsuo Wakasugi (ja)
- 1961 : Kaze ni sakarau nagaremono (風に逆らう流れ者?) de Tokujirō Yamazaki
- 1961 : Teikō no nenrei (抵抗の年齢?) de Michiharu Aoyama
- 1962 : Tenshi to yarō domo (天使と野郎ども?) d'Akinori Matsuo
- 1962 : Yacchaba no onna (やっちゃ場の女?) de Keigo Kimura
- 1963 : Détective bureau 2-3 (探偵事務所２３ 銭と女に弱い男, Tantei jimusho 23: Kutabare akuto-domo?) de Seijun Suzuki
- 1963 : Itsudemo yume o (いつでも夢を?) de Takashi Nomura (en)
- 1963 : Hatoba no tobakushi (波止場の賭博師?) de Tokujirō Yamazaki
- 1963 : Nanika omoshiroi koto nai ka (何か面白いことないか?) de Koreyoshi Kurahara
- 1963 : La Jeunesse de la bête (野獣の青春, Yajū no seishun?) de Seijun Suzuki : Shinsuke Onodera
- 1963 : Le Vagabond de Kanto (関東無宿, Kantō mushuku?) de Seijun Suzuki
- 1963 : Dorodarake no inochi (泥だらけのいのち?) de Kiyoshi Horiike
- 1964 : La Longue Mort (帝銀事件 死刑囚, Teigin jiken: Shikeishū?) de Kei Kumai
- 1964 : Les Nuits faciles (砂の上の植物群, Suna no ue no shokubutsu-gun?) de Kō Nakahira
- 1964 : Dévotion ardente (執炎, Shūen?) de Koreyoshi Kurahara
- 1964 : Adauchi (仇討?) de Tadashi Imai : Nishida
- 1965 : Kitaguni no machi (北国の街?) de Nozomu Yanase
- 1966 : Taiyō ga daisuki (太陽が大好き?) de Mitsuo Wakasugi (ja)
- 1966 : Akai gurasu (赤いグラス?) de Kō Nakahira
- 1966 : Captive's Island (処刑の島, Shokei no shima?) de Masahiro Shinoda
- 1967 : Hiko shonen: Hinode no sakebi (非行少年 陽の出の叫び?) de Toshiya Fujita
- 1967 : Jo qui chuchotte (囁きのジョー, Sasayaki no Jō?) de Kōichi Saitō
- 1968 : Le Soleil de Kurobe (黒部の太陽, Kurobe no taiyō?) de Kei Kumai : Takemoto
- 1968 : Le Théâtre de la vie (人生劇場 飛車角と吉良常, Jinsei gekijō: Hishakaku to Kiratsune?) de Tomu Uchida
- 1969 : Hissatsu bakuchi-uchi (必殺博奕打ち?) de Kiyoshi Saeki
- 1969 : Shinsengumi (新選組?) de Tadashi Sawashima
- 1970 : Fuji sanchō (富士山頂?) de Tetsutarō Murano
- 1970 : Asu mata ikiru (明日また生きる?) de Kazuo Kawabe
- 1971 : Yomigaeru daichi (甦える大地?) de Noboru Nakamura
- 1972 : La Rivière Shinobu (忍ぶ川, Shinobugawa?) de Kei Kumai
- 1974 : Le Vase de sable (砂の器, Suna no utsuwa?) de Yoshitarō Nomura
- 1974 : Bordel numéro 8 à Sandakan (サンダカン八番娼館 望郷, Sandakan hachibanshōkan: Bōkyō?) de Kei Kumai : Sanetaka Ichijo
- 1975 : Oni no uta (鬼の詩?) de Tetsutarō Murano
- 1981 : L'Affaire Shimoyama (日本の熱い日々 謀殺・下山事件, Nihon no atsui hibi bōsatsu: Shimoyama jiken?) de Kei Kumai
- 1985 : Jidai-ya no nyōbō 2 (時代屋の女房２?) de Keiji Nagao